# زبان کارلیایی
زبان کارلیایی (انگلیسی: Karelian language) نوعی زبان فینی است که به‌طور عمده در جمهوری کارلیای روسیه رواج دارد. از دید زبان شناسانه، این زبان ارتباط نزدیکی با آن دسته از گویش‌های زبان فنلاندی دارد که در شرق فنلاند رایج هستند. برخی زبان شناسان فنلاندی حتی گاه این زبان را به عنوان گویشی از زبان فنلاندی گروه‌بندی می‌کنند. زبان کارلیایی را نباید با گویش‌های جنوب شرقی فنلاند که گاه در فنلاند از آن‌ها با عنوان کاریالا ایسمورتیت (گویش‌های کارلیایی) خوانده می‌شوند اشتباه گرفت.
زبان استاندارد کارلیایی وجود ندارد و از این رو هر نویسنده بر پایه گویش خود به این زبان می‌نویسد. اشکال نوشتاری گوناگونی به این زبان پدید آمده‌اند، از جمله: کارلیایی شمالی, کارلیایی اولونتس (Olonets Karelian), کارلیایی تور (Tver Karelian) و لود (Lude). همه این اشکال نوشتاری به جز کارلیایی تور با حروف لاتین و طبق الفبای کارلیایی نوشته می‌شوند. در گذشته از حروف سیریلیک برای نوشتن استفاده می‌شد.

## طبقه‌بندی
زبان کارلیایی به شاخه فینی از خانواده زبان‌های اورالی تعلق دارد و ارتباط نزدیکی با زبان فنلاندی دارد. به جز زبان‌های فنلاندی و کارلیایی، زبان‌های استونیایی و دیگر زبان‌های فرعی رایج در حوزه دریای بالتیک نیز در زیرشاخه زبان‌های فینی قرار می‌گیرند.

## توزیع جغرافیایی
زبان کارلیایی به وسیله ۱۰۰۰۰۰ نفر که عمدتاً در جمهوری کارلیای روسیه زندگی می‌کنند تکلم می‌شود. در فنلاند نیز حدود ۵۰۰۰ نفر به این زبان صحبت می‌کنند.

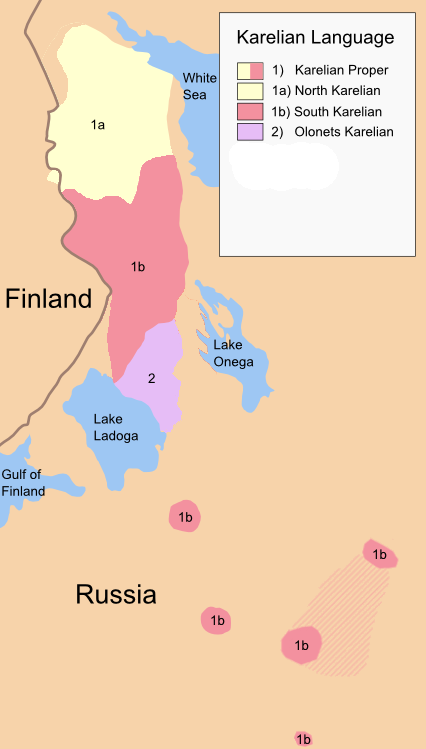
نقشه گویش‌های کارلیایی

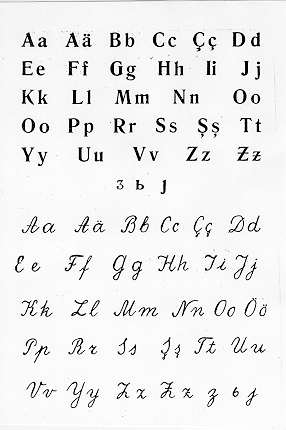
کارلیایی تور در سال ۱۹۳۰, الفبای لاتین

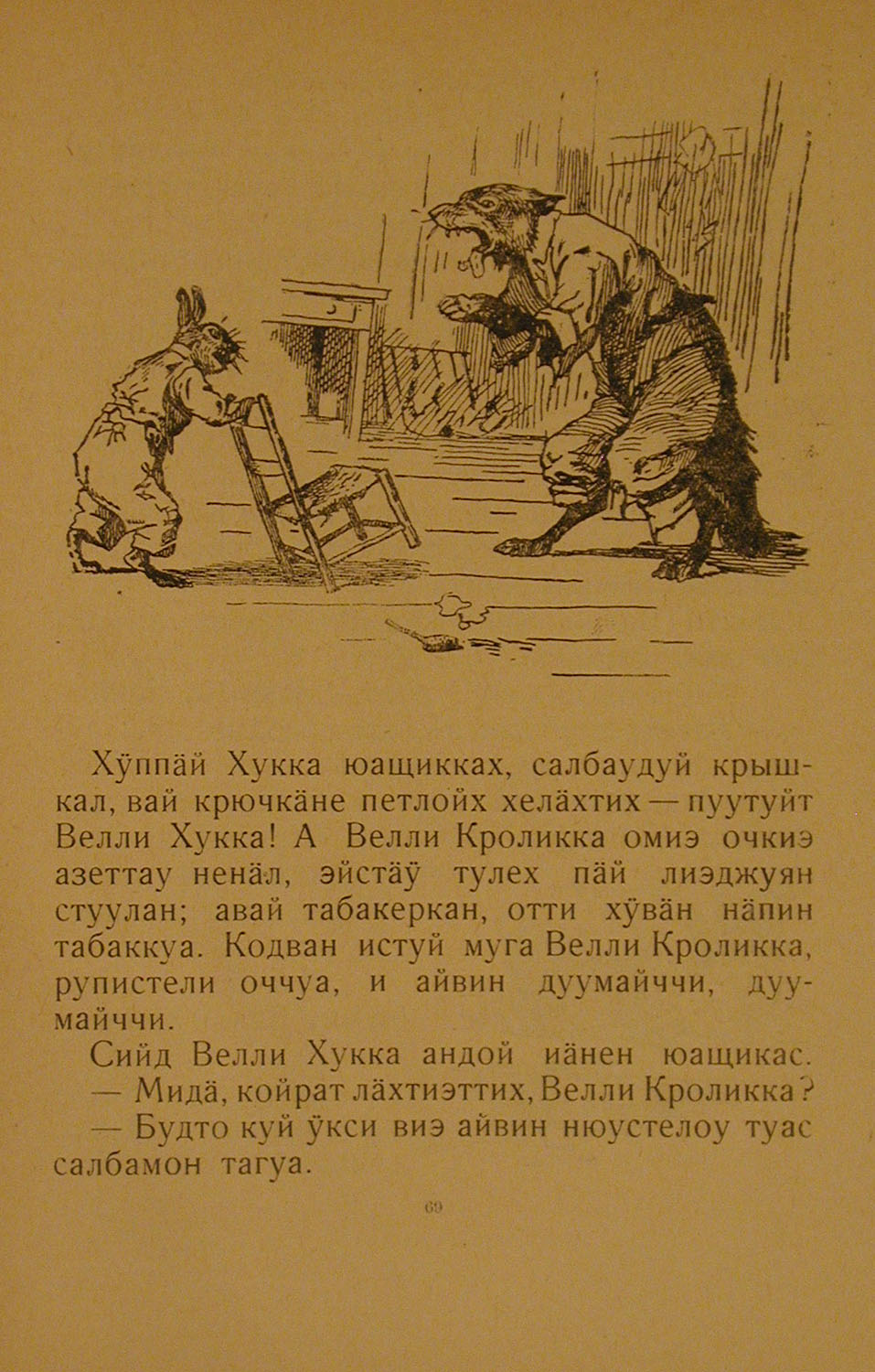
داستان‌های عمو رموس با الفبای سیریلیک در ۱۹۳۹